# Blechroneromia pudica
Blechroneromia pudica är en fjärilsart som beskrevs av Claude Herbulot 1972. Blechroneromia pudica ingår i släktet Blechroneromia och familjen mätare. Inga underarter finns listade i Catalogue of Life.